# Gron (Yonne)
Gron é uma comuna francesa na região administrativa de Borgonha-Franco-Condado, no departamento de Yonne. Estende-se por uma área de 11,73 km². Em 2010 a comuna tinha 1 327 habitantes (densidade: 113,1 hab./km²).